# Прудовики (жуки)
Прудовики (лат. Colymbetes) — род жуков из семейства плавунцов.

## Описание
К этому роду относятся крупные (15-20 мм) удлинённо-овальные жуки от жёлтой до темно-коричневой окраски. Между глазами имеются два светлых пятна иногда соединяющиеся между собой. Переднегрудной отросток с закруглённой вершиной, не достигающей заднегруди. Надкрылья обычно (кроме видов Colymbetes minimus и Colymbetes piceus) с поперечными бороздками.
Ноги у личинок первого возраста с короткими шипиками. Боковой край головы остроконечный. У личинок второго и третьего возраста два последних членика усиков одинаковой длины. Голова по бокам с 5-13 шипами.

## Биология
Населяют стоячие водоёмы с илистым дном. Являются регуляторами численности личинок кровососущих комаров

## Классификация
Включает более 20 видов. Наиболее близким родом является Rhantus.
- †Colymbetes aemulus Heer, 1862
- Colymbetes dahuricus Aubé, 1837
- Colymbetes densus LeConte, 1859
- Colymbetes dolabratus (Paykull, 1798)
- Colymbetes exaratus LeConte, 1862
- Colymbetes fuscus (Linnaeus, 1758)
- Colymbetes incognitus Zimmerman, 1981
- Colymbetes koenigi Zaitzev, 1927
- Colymbetes longulus LeConte, 1862
- Colymbetes magnus Feng, 1936
- Colymbetes mesepotamicus Abdul-Karim & Ali, 1986
- Colymbetes minimus Zaitzev, 1908
- † Colymbetes miocaenicus Říha 1974
- Colymbetes paykulli Erichson, 1837
- Colymbetes piceus Klug, 1834
- Colymbetes pseudostriatus Nilsson, 2002
- Colymbetes schildknechti Dettner, 1983
- Colymbetes sculptilis Harris, 1829
- Colymbetes semenowi Jakovlev, 1896
- Colymbetes striatus (Linnaeus, 1758)
- Colymbetes strigatus LeConte, 1852
- Colymbetes substrigatus Sharp, 1882
- Colymbetes tschitscherini (Jakovlev, 1896)
- Colymbetes vagans Sharp, 1882

## Генетика
Хромосомных набор включает 20 пар аутосом. У самки две половые хромосомы (XX), у самца — одна (X0).

## Палеонтология
Ископаемые представители известны из отложений среднего миоцена возрастом около 16—11,6 млн лет.

## Распространение
Имеет голарктическое распространение.